# إليهو بريت
إليهو بريت (بالإنجليزية: Elihu Burritt)‏ (8 ديسمبر عام 1810 - 6 مارس عام 1879) دبلوماسي ومُحسن وناشط اجتماعي أمريكي. كان محاضرًا غزير الإنتاج وصحفيًا وكاتبًا، وسافر كثيرًا داخل الولايات المتحدة وأوروبا.

## النشأة
وُلد إليهو بريت في 8 ديسمبر عام 1810، في بريطانيا الجديدة، كونيكتيكت. ابن وليام وإليزابيث بريت من ستراتفورد، كونيكتيكت. عمل في البداية حدادًا. عُرف بنشاطه كمحاضر في العديد من القضايا عند بلوغه، مثل: معارضة العبودية والمساواة في العمل، ومحاولة تحقيق السلام العالمي.
بدأ بريت في أوائل الأربعينيات من القرن التاسع عشر جولة في نيو إنغلاند، متحدثًا عن معارضته للحرب ومشجعًا على الإخاء. ظهر لقبه «الحداد المتعلم» من الفترة التي عمل فيها حدادًا ليكسب قوت يومه في ورسستر، ماساتشوستس. أسس صحيفة أسبوعية، المواطن المسيحي، في ورسستر عام 1844.
ظهر بريت بحلول هذا الوقت على رأس مجموعة من دعاة السلام الراديكاليين في جمعية السلام الأمريكية، وتحدى جورج كون بيكويث، الذي تبنى موقفًا تدريجيًا على جبهات متعددة. كانت هناك مواجهة في عام 1845. أُتيح لبريت فرصة تولي منصب رئيس تحرير كتاب محامي السلام وعضو جمعية السلام الأمريكية، ولكن استخدم بيكويث تكتيكات التأخير لإعاقته. أعاد بريت تسمية الكتاب باسم محامي السلام والإخاء العالمي، عندما تولى منصبه في بداية عام 1846. أُلغي القرار بعدما جمع بيكويث الدعم الكافي، في مايو. دفعت المشاكل الداخلية رئيس الجمعية صمويل إليوت كويس إلى تقديم استقالته.

## انتقاله إلى إنجلترا
ترك بريت بيكويث الحذر وهو مُخيب الآمال، في صيف عام 1846 وذهب إلى إنجلترا. مكث في البداية مع جوزيف ستورغ. ذهب إلى ورسستر عندما انطلق في جولة سيرًا على الأقدام في شهر يوليو، وهي المدينة التي تحمل الاسم نفسه. سافر كثيرًا هنا وهناك سيرًا على الأقدام ونزل في منزل جديد في هاربورن، ثم في قرية ريفية. كان متعاطفًا مع الثقافة الصناعية والسياسية في برمنغهام، وأصبح صديقًا لكثير من مواطنيها البارزين، لذلك كان ما كتبه عنها إيجابيًا إلى حد كبير. عاش في منزل أطلق عليه اسم «فيلات بريطانيا الجديدة»، خلال فترة وجوده في برمنغهام. والذي أصبح لاحقًا ملكًا لإدوارد تشيثام، الذي كتب كتابًا أيضًا عن بلاك كنتري. شارك بريت بنشاط في المجتمع المحلي، وشارك في لجنة إعادة بناء كنيسة القديس بطرس في هاربورن.
تأثر بريت بمعاناة الفلاحين الأيرلنديين، أثناء رحلته إلى الخارج في الفترة من عام 1846 إلى عام 1847.

## حياته اللاحقة
انتهت إقامة بريت الأولى في بريطانيا في عام 1853. وعاد إلى نيو إنغلاند، واهتم بالزراعة والأساليب الزراعية.
أيد بريت بريطانيا، التي أدخلت خدمة «البريد الموحد بقيمة 1 بنس» في عام 1840، إذ ينبغي عليها تقديم خدمة «البريد بقيمة 1 بنس عبر المحيطات» الدولية وتخفيض التكلفة من شلن واحد (12 بنس) إلى ثلاثة بنسات. وقال إن هذا يزيد المراسلات الدولية والتجارة، وبالتالي الإخاء العالمي. حث على استخدام مظاريف الدعاية المزخرفة. خُفضت أسعار البريد تدريجيًا، لكن لم يتحقق هدفه بالكامل في حياته.
قضى بريت الكثير من الوقت من عام 1856 إلى عام 1857 في إلقاء المحاضرات المؤيدة للقضاء على العنصرية في الولايات المتحدة الأمريكية. روج لروايته «التحرير العادل».
عين أبراهام لنكولن بريت قنصلًا للولايات المتحدة في برمنغهام، إنجلترا في عام 1864. لم يُعين من جديد في هذا المنصب، عندما انتُخب يوليسيس إس. غرانت في عام 1856. تُوفي في 6 مارس عام 1879 في بريطانيا الجديدة، كونيكتيكت.

## روابط خارجية
- إليهو بريت على موقع إن إن دي بي (الإنجليزية)